# Norbert Golluch
Norbert Golluch (* 22. Oktober 1949 in Hiltrup) ist ein deutscher Autor.

## Leben und Werk
Norbert Golluch (auch: Golluch-Buberl) studierte Kunstpädagogik, Physik und Deutsch und war nach dem Studium einige Jahre als Grundschullehrer tätig. 1979 wechselte er als Redakteur zur Satire-Zeitschrift PARDON. Von 1980 bis 1985 war er Lektor der Verlagsgesellschaft, Köln (u. a. Begleitbücher zu Peter Lustig/„Löwenzahn“). Seit 1985 betätigt er sich mit mittlerweile mehreren hundert Buchveröffentlichungen bei diversen Verlagen (Eichborn, Diogenes, Ueberreuter, Carlsen, Baumhaus u. a.) als freier Autor und Herausgeber im Bereich Kinderbuch/Kindersachbuch/Humor/Satire. In Erscheinung trat er u. a. auch 1990 als Drehbuchautor des Fernsehfilms „Der Kleine Prinz“ und 2000 als Autor der Trickfilmreihe „Paradiso“ (ausgestrahlt u. a. in der „Sendung mit der Maus“ und im KiKa). Sein Buch „Linus, der Drache aus dem Keller“ wurde 2008 von der Kalbacher Klapperschlange als Siegertitel (3. und 4. Klasse) ausgezeichnet. Golluch lebt in Köln.